# Titanic: 20 años después con James Cameron
Titanic: 20 años después con James Cameron (Titanic: 20 Years Later with James Cameron) es un documental histórico estadounidense, dirigido por Thomas C. Grane y estrenado en 2017. Basado en la película Titanic, enfocado principalmente en el proceso de creación de la película e indagando los mitos y misterios del Titanic, con el fin de responder preguntas que siguen surgiendo sobre el naufragio más popular de la historia sucedido el 15 de abril de 1912, y de realizar una reflexión sobre decisiones tomadas durante el rodaje de la película. El documental se estrenó  20 años después del lanzamiento a la gran pantalla de una de las películas más exitosas y taquilleras del mundo, Titanic, estrenada en 1997, dirigida por James Cameron y premiada con 11 Premios Oscar entre otros.

## Sinopsis
Titanic: 20 años después con James Cameron  reabre las grandes incógnitas y sigue de cerca las importantes decisiones que se tomaron a lo largo de la producción de la película Titanic. Se enfoca mayormente en James Cameron, guionista, productor y director de Titanic, que cuenta su experiencia personal durante el rodaje de la película y, habla sobre las razones por las que tomó ciertas decisiones cinematográficas durante la producción del largometraje, aportando como referencias datos históricos y científicos del momento. James Cameron en Titanic: 20 años después con James Cameron desvela nuevos avances e informaciones renovadas que ha recopilado a lo largo de estos últimos veinte años con la ayuda de un equipo de los mejores especialistas del Titanic, que compartirán cámara con Cameron. Además, el documental cuenta con la colaboración del Dr. Robert Ballard, descubridor de los restos del Titanic en 1985; además del historiador, documentalista e ingeniero en sistemas navales, Parks Stevenson; el historiador y escritor, Don Lynch; y el historiador visual y creador más importante de obras de arte del Titanic, Ken Marschall.
Durante el documental, James Cameron y el equipo de especialistas que le acompañan en el análisis de la evolución de la película, asisten a la Biblioteca Presidencial Ronald Reagan, situada en California, con el objetivo de visitar una exposición sobre el Titanic, que conserva piezas de la película y objetos reales del transatlántico, ofreciendo al público una idea de la dimensión de la pérdida que se produjo. Exploran cada escena de la película y la comparan con los lugares exactos del océano en los que se produjo la catástrofe. James Cameron confiesa en el documental haber realizado un total de 33 inmersiones en el lugar donde se encuentran los restos desde el momento del estreno de la película, y afirmando estar orgulloso de su obra realizada hace 20 años. James Cameron pone fin al documental comentando la similitud entre la imagen del naufragio real con lo representado en la película.

## Producción
Titanic: 20 años después con James Cameron esta producido ejecutivamente por James Cameron y por Maria Wilhelm. En lo que respecta a National Geographic, la productora ejecutiva es Betsy Forhan, Kevin Tao Mohs es el vicepresidente de la producción y Tim Pastore es el presidente de la programación y la producción original.

## Estreno
| País              | Título del documental                                 | Fecha de estreno        |
| ----------------- | ----------------------------------------------------- | ----------------------- |
| España 🇪🇸         | Titanic: 20 años después con James Cameron            | 17 de diciembre de 2017 |
| Estados Unidos 🇺🇸 | Titanic: 20 Years Later with James Cameron (Original) | 26 de noviembre de 2017 |
| Australia 🇦🇺      | Titanic: 20 Years Later with James Cameron            | Diciembre de 2017       |
| Brasil 🇧🇷         | Titanic - 20 Anos Depois                              | 9 de diciembre de 2017  |
| Reino Unido 🇬🇧    | Titanic: 20 Years Later with James Cameron            | 16 de diciembre de 2017 |
| Países Bajos 🇳🇱   | Titanic: 20 Years Later with James Cameron            | 18 de diciembre de 2017 |

## Reparto
- Jacqueline Astor Drexel (bisnieta de John Jacob Astor IV, fallecido en RMS Titanic, y de Madeleine Astor, superviviente del RMS Titanic)
- Robert Ballard (oceanógrafo, sus descubrimientos más importantes fueron los restos del RMS Titanic)
- Harold Bride (radiotelegrafista subalterno a bordo del RMS Titanic)
- Muffet Laurie Brown (bisnieta de Margaret Brown, una de las supervivientes del hundimiento del Titanic)
- James Cameron (director, guionista, productor de cine, editor de cine, ingeniero, filántropo y explorador marino; director de la película Titanic)
- Paul Kurzman (bisnieto de Isidor e Ida Straus fallecidos en RMS Titanic)
- Don Lynch (historiador de la Sociedad Histórica del Titanic)
- Ken Marschall (artista y experto en el RMS Titanic)
- William McMaster Murdoch ( primer oficial del RMS Titanic y fallecido en RMS Titanic, utilizan imágenes de archivo)
- Jack Phillips (radiotelegrafista principal a bordo del RMS Titanic y fallecido allí)
- Parks Stephenson (historiador, documentalista e ingeniero en sistemas navales)
- Gene Warren III (supervisor de efectos especiales)
- Gene Warren Jr. (supervisor de efectos especiales)
- Christopher Warren (director de fotografía)[9][10]

## Rodaje
Hace 20 años, tras el éxito de Titanic, James Cameron se propuso indagar más acerca de este nuevo punto de interés público, de manera que decidió reactivar la búsqueda de la causa de la catástrofe. De modo que tras 20 años de investigaciones James Cameron decide comenzar a rodar lo que va a ser un documental en el que se va a estudiar el propio rodaje de la película dirigida por este, además de ampliar la información descubierta gracias a las nuevas tecnologías y a los avances del caso.

## Doblaje
| Voz original 🇺🇸         | Voz doblaje español 🇪🇸 |
| ----------------------- | ---------------------- |
| Jacqueline Astor Drexel | Marisol Navajo         |
| Robert Ballard          | Antonio Abenójar       |
| Muffet Laurie Brown     | Marisol Navajo         |
| James Cameron           | Adolfo Pastor          |
| Paul Kurzman            | Carlos Solís           |
| Don Lynch               | Salvador Serrano       |
| Ken Marschall           | Carlos Solís           |
| Parks Stephenson        | José Frías             |
| Gene Warren III         | Salvador Serrano       |